# كنباث عملاق
كنباث عملاق (الاسم العلمي: Equisetum giganteum) هو نوع من النباتات يتبع جنس الكنباث من الفصيلة الكنباثية.